# Badminton-Juniorenmeisterschaft von Macau
Badminton-Juniorenmeisterschaften von Macau werden seit den 1990er Jahren ausgetragen, nachdem der Verband im Jahre 1982 gegründet wurde.

## Sieger
| Jahr | Herreneinzel                    | Dameneinzel       | Herrendoppel                                 | Damendoppel                               | Mixed             |
| ---- | ------------------------------- | ----------------- | -------------------------------------------- | ----------------------------------------- | ----------------- |
| 2006 | Lam Chi Man                     | Lau Yee Man       | Lam Chi Man Lei Kit                          | Lau Yee Man Lao I Kuan                    | nicht ausgetragen |
| 2007 | Ip Tang Fai                     | Iao Mei Ha        | Ip Tang Fai Mou Chi Keong                    | Ip Cheng Teng Iao Mei Ha                  | nicht ausgetragen |
| 2008 | Albertino Filipe Jorge de Assis | Iao Mei Ha        | Wong Ting Fung Cheang Wai Lok                | nicht ausgetragen                         | nicht ausgetragen |
| 2009 | Albertino Filipe Jorge de Assis | Fong Soi Cheng    | Albertino Filipe Jorge de Assis Lei Meng Fai | Ieong Pek San Wong Kit Ieng               | nicht ausgetragen |
| 2010 | Cheang Wai Lok                  | Fong Soi Cheng    | Cheang Wai Lok Lei Io Meng                   | Fong Soi Cheng Albertina Eugenia de Assis | nicht ausgetragen |
| 2011 | Ng Chi Chong                    | Ieong Pek San     | Cheang Wai Lok Lei Io Meng                   | Ieong Pek San Wong Kit Ieng               | nicht ausgetragen |
| 2012 | Ng Chi Chong                    | Ng Weng Chi       | Ng Chi Chong Lo King Ching Jason             | nicht ausgetragen                         | nicht ausgetragen |
| 2013 | Lo King Ching Jason             | Wong Kit Ieng     | Iek U Ieong Lou Hok Man                      | nicht ausgetragen                         | nicht ausgetragen |
| 2014 | Wan Wai Chi                     | Ng Weng Chi       | Lo King Ching Jason Wan Wai Chi              | Ng Weng Chi 陳潔莉 (Chen Jie Li)          | nicht ausgetragen |
| 2015 | Iek U Ieong                     | nicht ausgetragen | Wan Wai Chi 譚浩霖 (Tan Hao Lin)             | Kuan Chi Leng Gong Xue Xin                | nicht ausgetragen |
| 2016 | Pui Pang Fong                   | Gong Xue Xin      | Lam Hou Him Wong Tat Hou                     | Kuan Chi Leng Gong Xue Xin                | nicht ausgetragen |
| 2017 | Pui Pang Fong                   | Gong Xue Xin      | Pui Pang Fong Che Pui Ngai                   | Ao I Kuan Gong Xue Xin                    | nicht ausgetragen |
| 2018 | Pui Pang Fong                   | Zou Zhuo Lin      | Pui Pang Fong Che Pui Ngai                   | Wong Cheng Wa Zou Zhuo Lin                | nicht ausgetragen |
| 2019 | Leong Iok Chong                 | Lam Hok In        | Lam Hou In Ao Fei Long                       | Pui Chi Wa Chio Weng U                    | nicht ausgetragen |
| 2020 | Pui Chi Chon                    | Pui Chi Wa        | Ng Ka Seng Leong Iok Chong                   | Pui Chi Wa Chio Weng U                    | nicht ausgetragen |
| 2021 | Pui Chi Chon                    | Pui Chi Wa        | Ng Ka Seng Pui Chi Chon                      | Wang Wai Kei Wong Cheng Wa                | nicht ausgetragen |
| 2022 | Leong Pak Tou                   | Pui Chi Wa        | Lam Fong Hou Leong Pak Tou                   | Pui Chi Wa Wong Lei Ian                   | nicht ausgetragen |
| 2023 | Vong Iek Tou                    | Chan Hao Wai      | 張海彤 Tong Chon In                          | 林卓穎 Pui Chi Wa                         | nicht ausgetragen |